# Monaco i olympiska vinterspelen 1988
Monaco deltog med tre deltagare vid de olympiska vinterspelen 1988 i Calgary. Ingen av landets deltagare erövrade någon medalj.